# Jacob Kiplimo
Jacob Kiplimo (født 14. november 2000) er en ugandisk atlet, der konkurrerer i langdistanceløb.
Han repræsenterede Uganda under sommer-OL 2016 i Rio de Janeiro, hvor han blev slået ud i testheatet på 5.000 meter.
Den 17. september 2020 løb han 3.000 meter i en Diamond League-konkurrence i Rom, hvor han tog førstepladsen. Der løb han i tiden 7:26,64. Det er den 8. bedste tid på distancen nogensinde. Han løb foran Jakob Ingebrigtsen (7:27.05). Tredjepladsen gik til Stewart McSwayn med tiden 7: 28,02.
I 2021 repræsenterede han Uganda ved 10.000 meter øvelsen under sommer-OL 2020 afholdt i Tokyo og vandt en bronzemedalje. Kiplimo kom på 5. pladsen på 5.000 meter under de samme lege.